# سیارک ۸۹۴۱
سیارک ۸۹۴۱ (به انگلیسی: 8941 Junsaito، نامگذاری:1997BL2) هشت هزار و نهصد و چهل و یکمین سیارک کشف شده‌است که در ۳۰ ژانویه ۱۹۹۷ کشف شد.
قدر مطلق سیارک برابر ۵۶٫۲ است.